# كامبانيل
كَمْبَنِلَّة (Campanelle) (تعني في الإيطالية «جريس» أو «أجراس صغيرة»)، هي نوع من المعكرونة التي تكون على شكل مخروط مع حواف مموجة،  على شكل زهور تشبه الجرس. يتم تسميتها أحيانا  جيجي (gigli) أو ريتشيولي (riccioli).[بحاجة لمصدر] غالباً تقدم مع صلصة مركزة، أو في كسرولة.
في الإيطالية، كلمة كمبنلة (campanelle) يمكن أن تشير أيضا إلى «الأجراس اليدوية.»

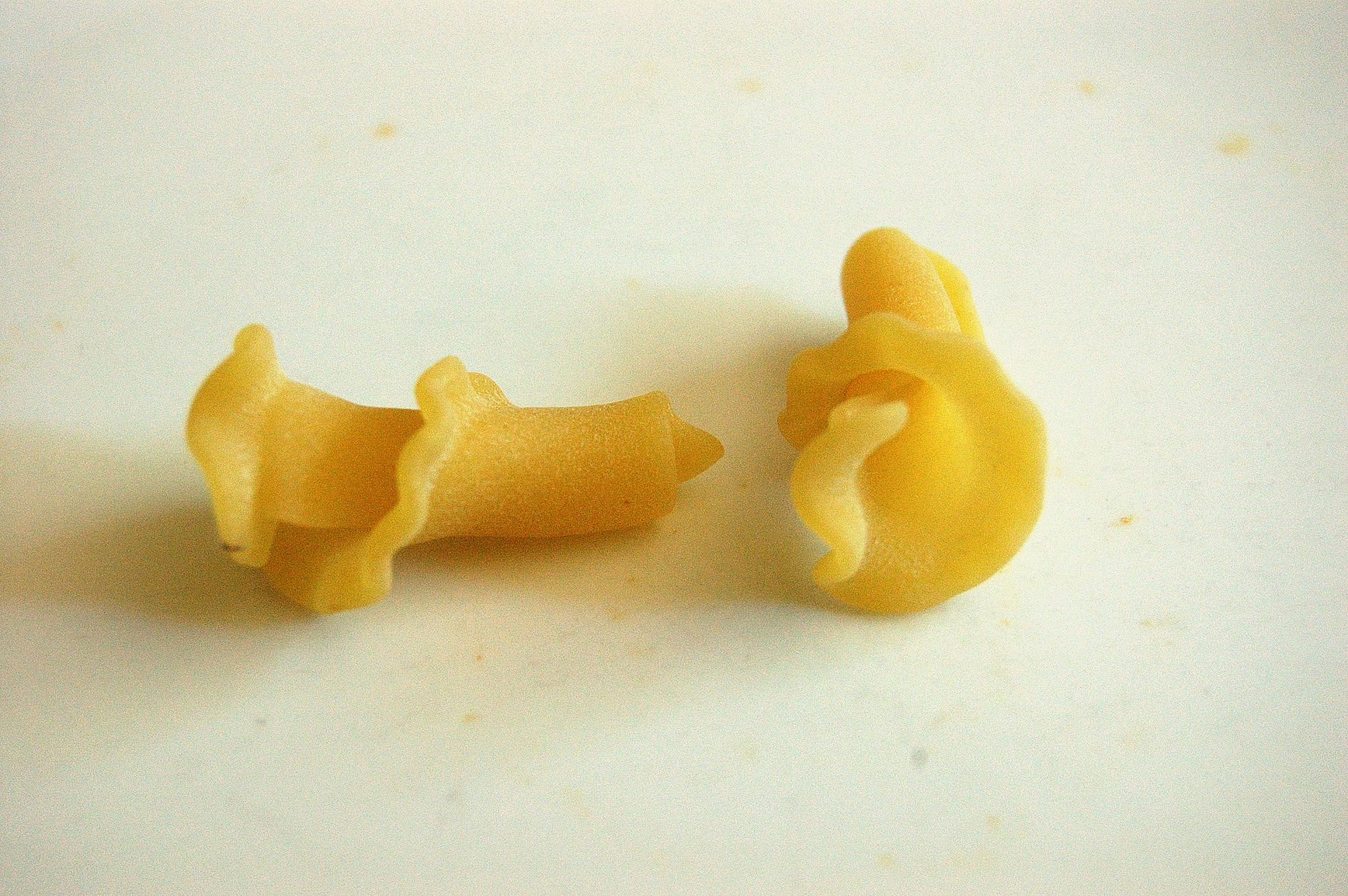
قطعتين من معكرونة كامبانيل